# Arthur Wrottesley (3e baron Wrottesley)
Arthur Wrottesley, 3e baron Wrottesley (17 juin 1824-28 décembre 1910), est un pair britannique et un politicien libéral. 

## Biographie
Il est le fils de John Wrottesley, président de la Royal Society, et de son épouse Sophia Elizabeth Giffard, fille de Thomas Giffard. Joueur de cricket passionné, Wrottesley a joué un seul match de cricket de première classe pour le Marylebone Cricket Club en 1845 . 
Il prend son siège à la Chambre des lords à la mort de son père en 1867 et deux ans plus tard, il est nommé Lord-in-waiting (whip du gouvernement à la Chambre des Lords) dans la première administration libérale de William Ewart Gladstone. Lord Wrottesley conserve ce poste jusqu'à la chute du gouvernement en 1874 et occupe le même poste de 1880 à 1885 dans la deuxième administration de Gladstone. Outre sa carrière politique, il est également lord-lieutenant du Staffordshire de 1871 à 1887. 
Lord Wrottesley épouse Augusta Elizabeth Denison, fille d'Albert Denison, en 1861. Il meurt en décembre 1910, à l'âge de 86 ans, et est remplacé par son fils aîné Victor Alexander Wrottesley (4e baron Wrottesley). 